# Metal Magic Festival
Metal Magic Festival er en musikfestival i Fredericia for heavy metal.
|  | Denne artikel kan blive bedre, hvis der indsættes geografiske koordinater Denne artikel omhandler et emne, som har en geografisk lokation. Du kan hjælpe ved at indsætte koordinater i wikidata. |